# Peltodictya kurandae
Peltodictya kurandae är en insektsart som beskrevs av George Willis Kirkaldy 1906. Peltodictya kurandae ingår i släktet Peltodictya och familjen Tropiduchidae. Inga underarter finns listade i Catalogue of Life.